# Aretirea
Aretirea (in greco antico: Αραιθυρέη?) era una polis dell'antica Grecia ubicata nell'Argolide, menzionata da Omero nel catalogo delle navi dell'Iliade.

## Storia
Uno degli argonauti, Fliante, figlio di Dioniso, veniva da Aretirea. Apollonio di Rodi commenta che era ubicata alla sorgente del fiume Asopo.
Pausania, si rifà ad una tradizione secondo la quale la città si chiamava un tempo Aranzia. Il suo fondatore eponimo era stato Arante e la città era stata costruita sopra un monte chiamato Arantino, diverso dal monte su cui era l'acropoli di Fliunte e un santuario dedicato a Ebe. Arante aveva due figli, Aoris e Aretirea, e quando morì Aretirea, Aoris rinominò sia il paese che la città in onore di sua sorella. Sul Monte Arantino vi erano le tombe dei due fratelli con colonne e si svolgevano riti in onore di Demetra che invitavano alle libagioni in onore di Arante e e dei suoi figli di fronte alle loro tombe.
Secondo Strabone, si trovava vicina al monte Celosa (attuale Megalovuni) ma i suoi abitanti la abbandonarono e fondarono, a trenta stadi, la città di Fliunte, dove si trasferirono. Si sconosce l'esatto sito in cui era ubicata.